# 서울문화고등학교
서울문화고등학교(서울文化高等學校)는 대한민국 서울특별시 도봉구 방학동에 있는 공립 고등학교이다.

## 학교 연혁
- 1983년 12월 26일 : 도봉상업고등학교 설립 인가
- 1984년 1월 13일 : 초대 김종옥 교장 취임
- 1984년 3월 5일 : 제1학년 입학식
- 1987년 2월 13일 : 제1회 졸업식(남·여 624명, 졸업생 연 624명)
- 1997년 1월 15일 : 「도봉정보산업고등학교」 로 교명 변경
- 2008년 1월 17일 : 서울특별시교육청 ‘문화산업’ 분야 특성화고 지정
- 2009년 3월 1일 : 「서울문화고등학교」 로 교명 변경
- 2009년 7월 1일 : 교육과학기술부 취업기능특성화고등학교 지정
- 2009년 8월 28일 : 한국콘텐츠진흥원 문화콘텐츠교육과정 특성화 고교 지정
- 2019년 3월 1일 : 학과 개편(세무행정, 광고마케팅, 엔터테인먼트, IoT(사물인터넷), 콘텐츠디자인)
- 2022년 1월 27일 : 제36회 졸업식(남·여 180명, 총 졸업생 15,171명)
- 2022년 3월 1일 : 제14대 김연식 교장 취임
- 2022년 3월 2일 : 제39회 입학식(148명)

## 설치 학과
- 광고마케팅과
- 세무행정과
- 콘텐츠디자인과
- IOT(사물인터넷)과
- 엔터테인먼트과

## 참고 자료
- 서울문화고등학교 - 한국교육학술정보원 학교알리미